# Мельник Дмитро Миколайович
Дмитро Миколайович Мельник (нар. 5 липня 1979) — український волейболіст, Майстер спорту України. Учасник Літніх Паралімпійських ігор 2016 року.
Займається в секції волейболу Дніпровського регіонального центру «Інваспорт».
Посів 4 місце на чемпіонаті Європи 2015 року у м. Варендорф (Німеччина).